# Mourad Mghizrat
Mourad Mghizrat (Fez, 7 september 1974) is een voormalig Marokkaans/Nederlands voetballer. Sinds het seizoen 2019/20 is hij assistent-trainer bij Quick Boys o.l.v. Edwin Grünholz.
De aanvaller begon zijn carrière bij ONA en Olympia en in 1996 bij Sparta Rotterdam, alvorens in het seizoen 1998/99 een kort uitstapje te maken naar FC Utrecht. Tijdens het lopende seizoen 1999/00 verhuisde hij naar degradatiekandidaat FC Den Bosch. In de Brabantse provinciehoofdstad lukte het Mghizrat niet zijn ploeg te behouden voor de Eredivisie, waarna de club na het seizoen 2000/01 via het kampioenschap van de Eerste divisie terugpromoveerde naar de hoogste afdeling.
Onder trainer Wiljan Vloet maakte de Marokkaan als koppel met Bart van den Eede een sterk seizoen door in de Boschse aanval. Desondanks degradeerde Den Bosch via de nacompetitie opnieuw. Willem II contracteerde Mghizrat na afloop van dat seizoen en haalde hem naar Tilburg. Waar hij het eerste jaar regulier speelde bij de Tricolores, raakte hij daarna op het tweede plan. Verhuurperiodes aan Emmen (2003/04) en wederom FC Den Bosch volgden.
FC Emmen haalde de aanvaller in de zomer van 2005 transfervrij en hij bleek in twee seizoenen met 29 goals in 63 wedstrijden een doeltreffende speler, de beleidsbepalers besloten zijn aflopende contract echter niet te verlengen. Sinds het seizoen 2007/08 speelde Mghizrat bij het Rijswijkse Haaglandia waarmee hij in mei 2010 promoveerde naar de Topklasse.
In 1997 speelde Mghizrat eenmaal in het Marokkaans voetbalelftal

## Clubstatistieken
| Seizoen   | Club             | Competitie           | Duels | Goals |
| --------- | ---------------- | -------------------- | ----- | ----- |
| 1996/1997 | Sparta Rotterdam | Eredivisie           | 1     | 0     |
| 1997/1998 | Sparta Rotterdam | Eredivisie           | 28    | 2     |
| 1998/1999 | FC Utrecht       | Eredivisie           | 12    | 1     |
| 1998/1999 | Sparta Rotterdam | Eredivisie           | 12    | 0     |
| 1999/2000 | FC Den Bosch     | Eredivisie           | 9     | 1     |
| 1999/2000 | Sparta Rotterdam | Eredivisie           | 6     | 1     |
| 2000/2001 | FC Den Bosch     | Eerste divisie       | 32    | 5     |
| 2001/2002 | FC Den Bosch     | Eredivisie           | 32    | 8     |
| 2002/2003 | Willem II        | Eredivisie           | 19    | 3     |
| 2003/2004 | Willem II        | Eredivisie           | 2     | 0     |
| 2003/2004 | Emmen            | Eerste divisie       | 28    | 8     |
| 2004/2005 | Willem II        | Eredivisie           | 0     | 0     |
| 2004/2005 | FC Den Bosch     | Eredivisie           | 22    | 1     |
| 2005/2006 | FC Emmen         | Eerste divisie       | 34    | 18    |
| 2006/2007 | FC Emmen         | Eerste divisie       | 31    | 11    |
| 2007/2008 | Haaglandia       | Hoofdklasse          | 24    | 12    |
| 2008/2009 | Haaglandia       | Hoofdklasse          | 23    | 4     |
| 2009/2010 | Haaglandia       | Hoofdklasse          | 24    | 5     |
| 2010/2011 | Haaglandia       | Zondag Topklasse     | 25    | 8     |
| 2011/2012 | Haaglandia       | Zondag Topklasse     | 26    | 6     |
| 2012/2013 | Haaglandia       | Zondag Topklasse     | 27    | 9     |
| 2013/2014 | Haaglandia       | Zondag Topklasse     | 10    | 0     |
| 2015/2016 | Westlandia       | zondag Hoofdklasse A | 1     | 1     |
| Totaal    | Totaal           | Totaal               | 402   | 104   |